# 母に捧げる犯罪
『母に捧げる犯罪』（ははにささげるはんざい）は、1983年にテレビ朝日系「土曜ワイド劇場」で放送されたテレビドラマ。主演は沖雅也。

## キャスト
- 速水貴夫（高井不動産営業主任） - 沖雅也（幼少期：永井秀男）
- 新藤シズ（速水の下宿先の大家） - 馬渕晴子
- 新藤アヤ（シズの娘） - 浅野真弓
- 高井雪江（高井不動産会長） - 加茂さくら
- 高井不動産社長 - 上田耕一
- 速水京子（貴夫の母） - 岡本広美
- 武内（本庁警部補） - 長門裕之
- 本庁刑事 - 粟津號
- 佐伯加代子（不動産相続人） - 酒井和歌子
- 小田切みき、長谷川哲夫、山本紀彦、高山千草、角ゆり子、橘雪子、長島隆一、松山薫、中島元、三宅加代子、茜まり、熊谷雄二、松下祐美子

## スタッフ
- 原作 - ジョーン・フレミング『乙女の祈り』
- 脚本 - 安倍徹郎
- 監督 - 野村孝
- 音楽 - 菅野光亮
- カースタント - 三石千尋とマイク・スタントマン・チーム
- プロデューサー - 三浦朗、塙淳一
- 制作 - テレビ朝日、日活撮影所